# Huanchaco

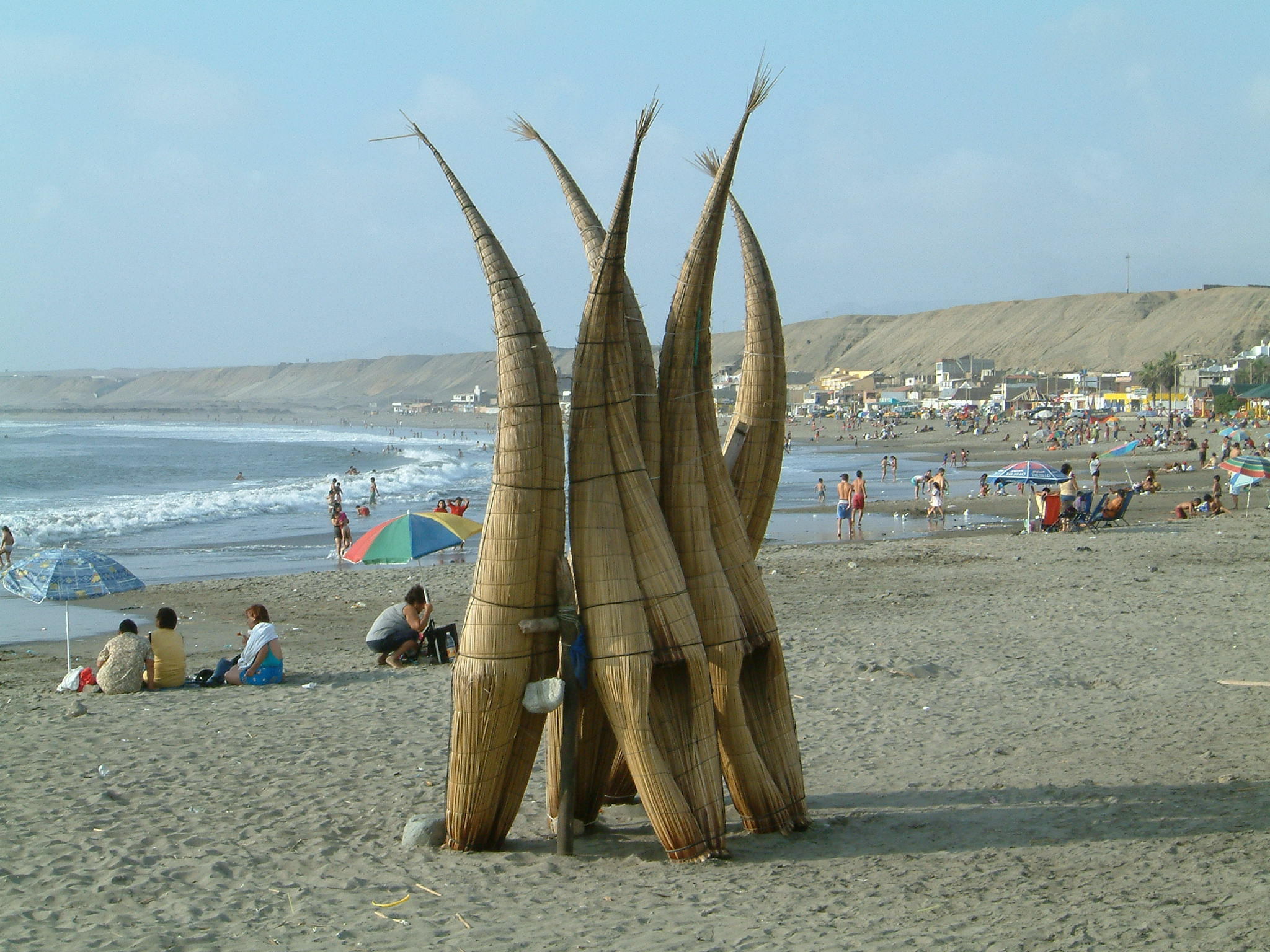
Caballitos de Totora

Huanchaco (von quingnam sprache Guanahaca "starkes oder mutiges Ding") ist ein Strandort in Peru. Die Einwohnerzahl betrug beim Zensus 2013 11.012. Der Name Guanchaco geht auf die Eigenschaften seiner Küste zurück, die zwar landungsfeindlich, aber ideal zum Surfen ist.
Er liegt etwa 13 Kilometer nordwestlich von Trujillo. An der Strandpromenade gibt es viele Restaurants, die für ihre Fischgerichte bekannt sind, sowie einen Markt für Kunsthandwerk. Ein beliebtes Fotomotiv sind die Caballitos de Totora, kleine Schilfboote, mit denen seit Jahrtausenden auf dem Meer gefischt wird. Weitere Sehenswürdigkeiten sind der Pier am Hafen und die Kirche „Virgen del Perpetuo Socorro“ im Barockstil aus der Kolonialzeit im oberen Ortsteil.